# Dimitrovgrad (Bulgarije)
Dimitrovgrad (Bulgaars: Димитровград) is een stad gelegen in de Zuid-Bulgaarse oblast Chaskovo. Dimitrovgrad is de tweede stad van de oblast, na Chaskovo, en is het administratieve centrum van gemeente Dimitrovgrad.

## Geografie
De stad ligt 220 km van Sofia, de hoofdstad van Bulgarije. De dichtstbijzijnde Bulgaarse haven is Burgas op 215 km; de dichtstbijzijnde Griekse haven Alexandroupolis aan de Egeïsche Zee ligt ongeveer op 260 km van Dimitrovgrad. Dimitrovgrad heeft ongeveer 39.000 inwoners. Door Dimitrovgrad lopen de Pan-Europese corridors 4, 8, 9 en 10.
Grote plaatsen in de buurt van Dimitrovgrad zijn: Asenovgrad, Tsjirpan, Kazanlak, Stara Sagora, Nova Zagora, Sliven, Elchovo, Charmanli, Chaskovo, Svilengrad, Kardzjali, Momtsjilgrad en Orestiada.

## Geschiedenis
De gemeente Dimitrovgrad is opgericht op 2 september 1947 per decreet van de toenmalige minister-president en partijleider Georgi Dimitrov, door de dorpen Rakovski, Mariino en Chernokoniovo samen te voegen. Voor zijn opbouw is een jeugd-brigadiers-beweging gevormd uit jongeren-vrijwilligers uit verschillende delen van het land.
De stad groeide al vrij snel uit tot een industrieel centrum. Het grootste deel van de inwoners was aan het werk in een van de cementfabrieken, de kolenmijnen of de mestfabriek. In de jaren daarna ontwikkelde zich ook andere industrie en werkgelegenheid in de stad.

## Bevolking
|  |

Op 31 december 2019 telde de stad Dimitrovgrad 33.088 inwoners, een daling ten opzichte van het maximum 53.965 inwoners in 1985. Na de val van het communisme in Bulgarije krimpt het inwonertal van de stad in een rap tempo, vooral als gevolg van de verslechterde economische situatie in de regio. Bovendien is het sterftecijfer sinds de jaren negentig steeds hoger dan het geboortecijfer. Zo werden er in 2019 slechts 335 kinderen in de gemeente Dimitrovgrad geboren (7,2‰), terwijl er 927 personen kwamen te overlijden (20‰). De natuurlijke bevolkingsgroei was negatief en bedroeg -592 personen (-12,8‰).
Ook de gemeente Dimitrovgrad kampt met een bevolkingsafname. Het inwonersaantal daalde namelijk van een maximum van 76.168 personen in 1965 tot een minimum van 46.284 in 2019. Desalniettemin blijft Dimitrovgrad een van de grotere plaatsen in de regio. Er bevinden zich anno 2019 nog vijf nederzettingen in de gemeente Dimitrovgrad met een bevolking van ten minste 1.000 inwoners: Meritsjleri, Krepost, Jabalkovo, Gorski Izvor en Dobritsj.

### Etniciteit
De volkstelling van 2011 telde 45.393 etnische Bulgaren (91%), zo'n 3.370 Roma (7%) en 780 etnische Turken (2%) in de gemeente Dimitrovgrad. De stad Dimitrovgrad telde 33.895 etnische Bulgaren (92%), 2.011 Roma (6%) en 696 Turken (2%).
| Etnische groep   | volkstelling 1992 | volkstelling 1992 | volkstelling 2001 | volkstelling 2001 | volkstelling 2011 | volkstelling 2011 | volkstelling 2011  |
| Etnische groep   | Aantal            | %                 | Aantal            | %                 | Aantal            | % (totaal)        | % (gespecificeerd) |
| ---------------- | ----------------- | ----------------- | ----------------- | ----------------- | ----------------- | ----------------- | ------------------ |
| Bulgaren         | 66.918            | 91,90             | 58.194            | 89,73             | 45.393            | 84,76             | 90,83              |
| Turken           | 1.561             | 2,14              | 1.130             | 1,74              | 780               | 1,46              | 1,56               |
| Roma             | 3.719             | 5,11              | 4.778             | 7,37              | 3.370             | 6,29              | 6,74               |
| Andere groepen   | 414               | 0,57              | 341               | 0,53              | 168               | 0,31              | 0,34               |
| Onbekend         | 206               | 0,28              | 226               | 0,35              | 265               | 0,49              | 0,53               |
| Ongespecificeerd | .                 | .                 | 183               | 0,28              | 3.581             | 6,69              | .                  |
| Totaal           | 72.818            | 100,00            | 64.852            | 100,00            | 53.557            | 100,00            | 100,00             |

### Religie
Een overgrote meerderheid van de bevolking is christelijk. De Bulgaars-Orthodoxe Kerk heeft de grootste aanhang (ruim 88,5% van de bevolking). Verder leven er kleine aantallen protestanten, moslims en katholieken. De rest van de bevolking heeft geen (definieerbare) religieuze overtuiging.
| Religieuze samenstelling in februari 2011 | Religieuze samenstelling in februari 2011 | Religieuze samenstelling in februari 2011 | Religieuze samenstelling in februari 2011 | Religieuze samenstelling in februari 2011 |
| ----------------------------------------- | ----------------------------------------- | ----------------------------------------- | ----------------------------------------- | ----------------------------------------- |
|                                           |                                           |                                           |                                           |                                           |
| Bulgaars-Orthodoxe Kerk                   | Bulgaars-Orthodoxe Kerk                   |                                           | 88,5%                                     | 88,5%                                     |
| Katholieke Kerk                           | Katholieke Kerk                           |                                           | 0,4%                                      | 0,4%                                      |
| Protestantisme                            | Protestantisme                            |                                           | 1,0%                                      | 1,0%                                      |
| Islam                                     | Islam                                     |                                           | 1,2%                                      | 1,2%                                      |
| Geen                                      | Geen                                      |                                           | 3,9%                                      | 3,9%                                      |
| Anders/ Onbekend                          | Anders/ Onbekend                          |                                           | 5,0%                                      | 5,0%                                      |

## Bezienswaardigheden
De bekendste bezienswaardigheid in Dimitrovgrad is het natuurpark 'Penio Penev', dat is opgeknapt in 2004. Vroeger waren er ongeveer 15 meren, nu is er geen één meer gevuld met water. Andere bezienswaardingheden zijn onder andere de middeleeuwse en Trachische vesting Hasarya en de Trachische Heiligdommen van de Nimfen (herberg, amfitheater en fontein).

## Geboren
- Rumen Radev (1963), president van Bulgarije (2017-heden)
- Christo Markov (1965), voormalig atleet
- Elin Topoezakov (1977), voetballer
- Gergana (1984), zangeres

Bestuurlijk centrum: Chaskovo
 Charmanli - Chaskovo - Dimitrovgrad - Ivaïlovgrad - Ljoebimets - Madzjarovo - Mineralni Bani - Simeonovgrad - Stambolovo - Svilengrad - Topolovgrad
Bodrovo · Brod · Brjast · Dlagnevo ·
Dobritsj · Dolno Belevo · Goljamo Asenovo · Gorski Izvor · Jabalkovo · Kasnakovo · Krepost · Kroem · Malko Asenovo · Meritsjleri · Radievo · Rajnovo ·Svetlina · Skobelevo · Stalevo · Stransko · Tsjernogorovo · Varbitsa · Velikan · Voden · Zdravets · Zlatopole